# Фишман, Лазарь Ефимович
Лазарь Ефимович Фишман (1 октября 1897, Молдавка, Аккерманский уезд, Бессарабская губерния — 26 августа 1988, Москва) — советский военачальник, комбриг (4 ноября 1939), генерал-майор (4 июня 1940). Участник Гражданской и Великой Отечественной войн; командующий 21-й, 73-й, 263-й и 391-й стрелковыми дивизиями, первый начальник Чкаловского стрелково-пулемётного и Архангельского пулемётного училищ.

## Биография
Окончил еврейское училище, затем пять классов гимназии в Аккермане (1913), работал фармацевтом. В декабре 1916 года был призван рядовым в 48-й запасной полк русской армии в Аккермане, откуда в начале 1917 года уехал в Байрамчу. Член ВКП(б) с 1917 года. С января 1918 года служил в Красной гвардии в Одессе. В феврале 1918 года вместе с красногвардейским отрядом вступил в Красную Армию, во время гражданской войны служил в Тираспольском отряде на Румынском фронте (впоследствии Особая 3-я армия). После лечения в госпитале был переведён на Восточный фронт, с июля 1918 по февраль 1919 года — комиссар санитарной части 1-й армии, затем замполитрук 212-го и 213-го стрелковых полков и начальник разведки (учётно-осведомительного отдела политотдела) 24-й стрелковой дивизии; воевал в Самарской губернии, Башкирии и на Урале, летом 1919 года был контужен при взятии Верхнеуральска. В мае 1920 года вместе с дивизией был переброшен на Западный фронт, где в составе 12-й армии воевал в белополяками.
С сентября 1921 года — помощник военного комиссара Новоград-Волынского уездного военкомата, с июля 1922 года исполнял обязанности военного комиссара Житомирского, а с марта 1923 года — Полонского военкоматов; с сентября 1923 года — военком штаба 46-й стрелковой дивизии. В декабре 1924 года был направлен в распоряжение Политуправления УВО и назначен уполномоченным военного ведомства при наркомате социального обеспечения Украинской ССР. С октября 1925 по сентябрь 1930 года — военный комиссар Могилёв-Подольского окружного военкомата. 
После окончания высших командных курсов «Выстрел» в 1931 году был назначен командиром батальона 153-го стрелкового полка 51-е Перекопской стрелковой дивизии, с 26 января 1932 года — командир и комиссар 253-го стрелкового полка 85-й стрелковой дивизии в Челябинске. С 11 июня по декабрь 1934 года состоял в распоряжении Главного Управления РККА, затем слушателем Военной академии РККА имени М. В. Фрунзе (окончил в декабре 1937 года по первому разряду). С 30 декабря 1937 года — помощник командира дивизии 73-й стрелковой дивизии Сибирского военного округа в Омске, в 1938—1939 годах — начальник второго отдела штаба округа. С марта 1939 года — командир 73-й стрелковой дивизии Сибирского военного округа. В ноябре 1939 года комбриг Л. Е. Фишман был назначен начальником сформированного на базе дивизии Чкаловского стрелково-пулемётного училища. 14 апреля 1941 года назначен старшим преподавателем кафедры общей тактики Военной академии РККА имени М. В. Фрунзе
С началом Великой Отечественной войны в июле 1941 года генерал-майор Л. Е. Фишман был назначен командиром формировавшейся 263-й стрелковой дивизии, возглавлял оборону побережья Белого моря, воевал в составе Масельской оперативной группы на Карельском фронте. В декабре 1941 года дивизия была переброшена на защиту Беломорско-Балтийского канала имени И. В. Сталина, до весны 1942 года занимала оборону на рубеже по северному берегу Хижозера и восточному берегу Велозера, а 10 марта 1942 года вошла в состав 32-й армии Карельского фронта и с 24 апреля была подчинена 4-й армии и передислоцирована на станцию Лоухи Кировской железной дороги. После неудачного наступления на кестеньгском направлении Л. Е. Фишман был отстранён он командования дивизией и назначен первым начальником формировавшегося Архангельского пулемётного училища (Цигломень). С августа 1943 года вновь работал старшим преподавателем кафедры тактики и начальником курса Военной академии РККА имени М. В. Фрунзе. В июле 1944 года направлен в распоряжение Военного Совета 2-го Прибалтийского фронта и назначен заместителем командира 21-й гвардейской стрелковой Невельской дивизии, которая принимала участие в Режицко-Двинской, Мадонской и Рижской наступательных операциях; с 23 октября по 17 ноября 1944 года исполнял обязанности командира дивизии. Затем был назначен заместителем командира 93-го стрелкового корпуса в составе 22-й армии и участвовал в боевых действиях на Курляндском полуострове и с декабря 1944 года в Силезии и в Пражской наступательной операции. 
В мае 1945 года назначен командиром 391-й стрелковой Режицкой дивизии в составе 59-й армии 1-го Украинского фронта. Награждён орденами Ленина (1945), орденом Кутузова II степени, тремя орденами Красного Знамени (1944, 1945, 1948), орденом Отечественной войны I степени (1985), медалями. Уволен в отставку 2 января 1956 года.